# BE-4

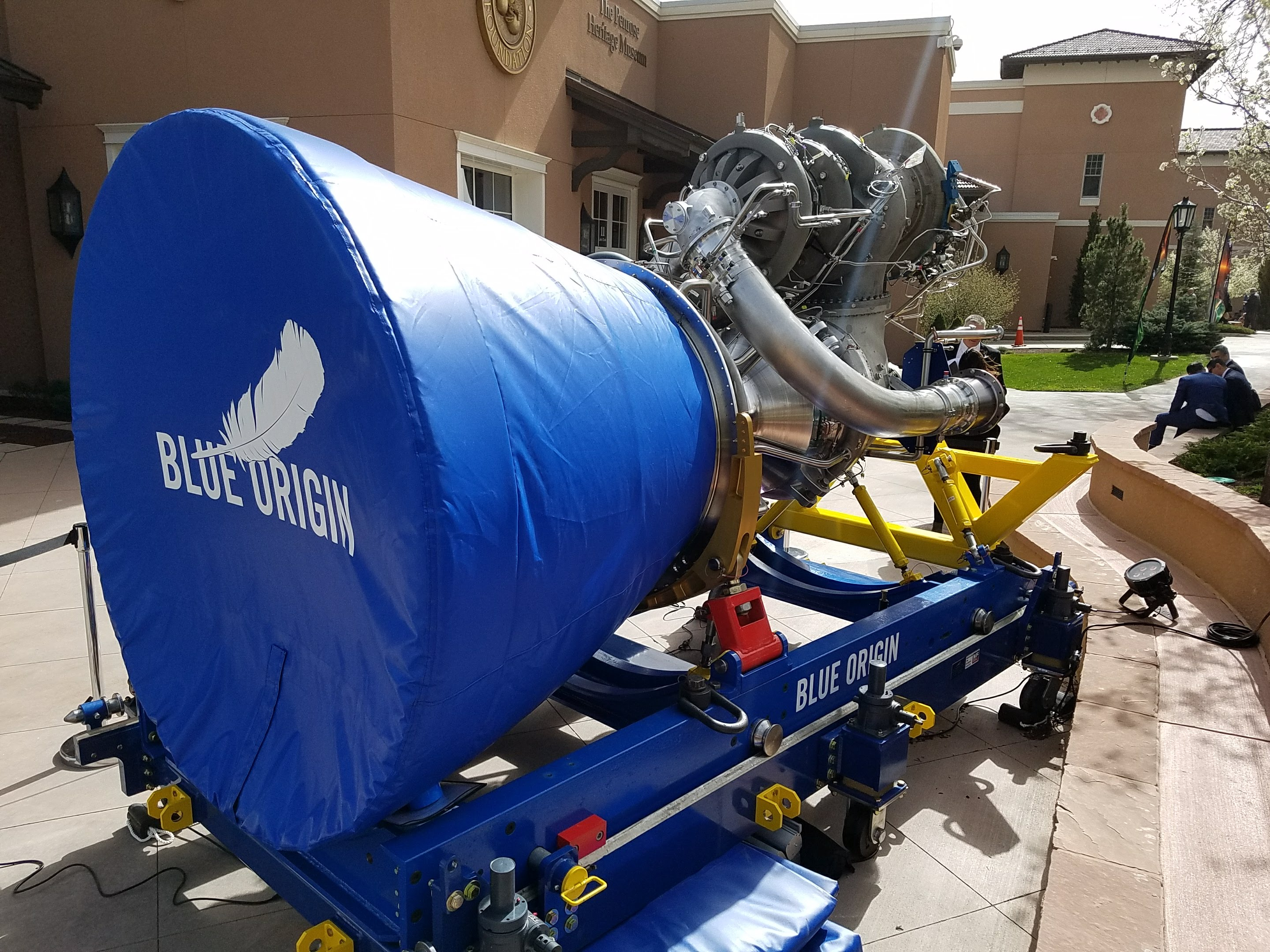
O BE-4, originalmente número de série 101, foi fabricado em Kent, Washington durante outubro de 2017.

O BE-4 (de Blue Engine 4) é um motor de foguete de combustível líquido que utiliza um ciclo de combustão em estágios rico em oxigênio, em desenvolvimento pela Blue Origin. O BE-4 está sendo desenvolvido com fundos públicos e privados. O motor foi projetado para produzir um empuxo de 2.400 kilonewtons ao nível do mar.